# Julià Reig i Roqueta
Julià Reig i Roqueta va ser un empresari andorrà fundador de l'àntiga Fàbrica Reig de Tabacs Reig i pare del Síndic General Julià Reig i Ribó. El 1909 va crear la fàbrica a l'actual Museu del Tabac, o antiga fàbrica Reig, que posteriorment es va traslladar a una nova fàbrica el 1957.